# Lars-Göran Wiberg
Lars-Göran Wiberg, född 1963, är en svensk centerpartistisk politiker och före detta kommunalråd i Hässleholms kommun.
Han har tidigare varit ordförande i barn- och utbildningsnämnden på samma ort. Han har utöver uppdragen i nämnder varit vice ordförande i Hässleholms Industribyggnads AB:s styrelse.
Efter valet 2018 satt Lars-Göran i Ängelholms sjukhusstyrelse som 1:e vice ordförande. 
Efter valet 2022 har Lars-Göran inte längre några uppdrag.